# Adhémar Jean Claude Barré de Saint-Venant
Adhémar-Jean-Claude Barré de Saint-Venant (Villiers-en-Bière, 23 agosto 1797 – Saint-Ouen, 6 gennaio 1886) è stato un matematico e ingegnere francese.

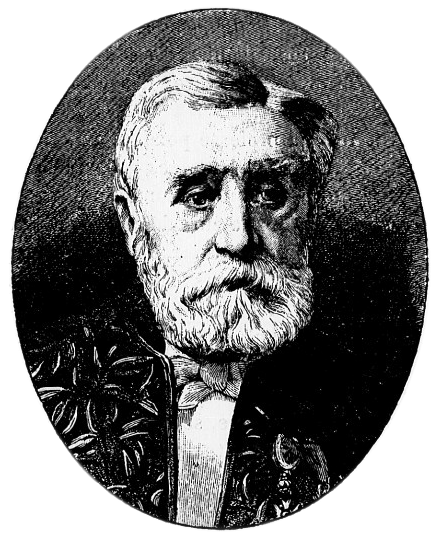
Adhémar Jean Claude Barré de Saint-Venant

Ottenne i più significativi risultati nello studio della resistenza dei materiali e della teoria dell'elasticità, di cui è considerato uno dei fondatori.

## Biografia
Figlio di Jean Barré de Saint-Venant e Marie-Thérèse Josèphe Laborie e appartenente a una famiglia nobile, completò la sua formazione di studi classici presso il Liceo di Bruges. Nel 1813 si iscrisse all'École polytechnique ma l'anno successivo, secondo quanto riferito da Stephen Timoshenko (1953), non vi fu più ammesso per motivi politici, essendosi schierato contro Napoleone Bonaparte e a favore della monarchia. Appassionato di chimica e allievo di Gay-Lussac, dal 1816 al 1823 dovette accontentarsi di un impiego presso il Service des Poudres et Salpêtres, dove si fece notare per la scoperta di un procedimento rapido di dosaggio del cloro.
Nel 1823 riuscì a essere ammesso all'École nationale des ponts et chaussées completando gli studi, primo del suo corso, nel 1825. Dal 1826 al 1837 esercitò la sua professione di Ingénieur des Ponts et Chaussées per il servizio di canali di irrigazione, di sistemazione fluviali e di strade e ponti di vari arrondissement francesi e di Parigi. In questi anni, spinto anche da spirito filantropico di miglioramento delle condizioni di salubrità delle campagne e di promozione dello sviluppo agricolo, si interessò di questioni di idraulica, in particolare di problemi di irrigazione.
Nel 1837 si sposò con Julie Rohault de Fleury e dal 1837 al 1842 fu professore (prima supplente e poi aggiunto) di Meccanica applicata all'École des Ponts et Chaussées, subentrando a Gaspard Gustave de Coriolis. In tale veste redige un testo didattico di Mécanique appliquée, che presenta contenuti innovativi di teoria dell'elasticità e di resistenza dei materiali e segnerà gli orientamenti didattici futuri delle scuole di ingegneria. Nel 1843 concorre inutilmente per un posto all'Académie des Sciences.
Essendo ormai un riconosciuto esperto di idraulica, fu nominato nel 1843 ingegnere capo presso il Service du Pavé di Parigi, dove contribuì a far accettare l'idea di piantumazione di alberi lungo le grandi strade della città. Nel 1848 egli fu messo a riposo dal nuovo governo. A partire dal 1848 pubblica numerose memorie su vari temi della meccanica. Nel 1850 gli viene conferito il corso di Genio Rurale all'Institut agronomique di Versailles, permanendo in tale modesto incarico fino al 1852, quando l'Istituto è soppresso. Da tale data non avrà più incarichi pubblici, pur continuando nella sua produzione scientifica con numerosi lavori.
Nel 1868 viene finalmente eletto membro dell'Académie des Sciences, sostituendo Poncelet nella sezione di meccanica.

## Contributi scientifici
A partire dal 1848 Saint-Venant ha pubblicato numerose memorie sui temi di meccanica teorica e applicata riguardanti:
- la flessione di solidi, per i quali riconosce il ruolo degli scorrimenti e il conseguente ingobbamento delle sezioni;
- la torsione dei prismi a base rettangolare e a losanga (rombo), di cui studia la forma presa dalle sezioni trasversali inizialmente piane;
- le deformazioni finite nei solidi tridimensionali e nelle strutture monodimensionali;
- la dinamica dei fluidi, dove fornisce una nuova deduzione delle equazioni di Navier e fa luce sul paradosso di d'Alembert e le discrepanze fra teoria e risultati sperimentali e dove fu probabilmente il primo a identificare correttamente il coefficiente di viscosità (sebbene questo merito non gli sia riconosciuto nei testi);
- sulla questione della costituzione continua o discreta della materia, dove manifesta le sue ragioni a favore dell'ipotesi atomistica per una riformulazione della meccanica dei solidi nel quadro della mécanique moléculaire che lo porterà poi a sostenere la riducibilità a una sola costante elastica per i materiali isotropi;
- sulla riformulazione su basi cinematiche della meccanica dei solidi, seguendo l'idea di Carnot di abolizione della forza come concetto primitivo della meccanica.

Fra il 1855 e il 1856 pubblica i suoi due lavori più importanti riguardanti la torsione e la flessione dei prismi, dove tratta in modo generale, attraverso il metodo semi-inverso, il problema della sollecitazione composta di un prisma caricato sulle due sezioni estremali (il problema di Saint Venant). In tali lavori inoltre:
- introduce il principio di de Saint Venant;
- definisce le condizioni di resistenza dei materiali secondo il criterio di massima dilatazione;

Tali studi, insieme alle condizioni di congruenza e compatibilità che da lui presero nome, hanno posto le basi della moderna scienza delle costruzioni.
I temi della meccanica dei solidi e le relative discussioni epistemologiche lo coinvolgeranno fino al termine della sua attività scientifica. Nel 1864, nelle note e appendici aggiunte alla terza edizione del testo di Navier: Résumé des leçons... sur l'application de la mécanique à l'établissement des constructions et des machines... offre una lettura organica della teoria della elasticità dal punto di vista tecnico. Nel 1883 cura la traduzione del trattato di Clebsch Théorie de l'élasticité des corps solides con note aggiunte da Saint-Venant tale da realizzare un lavoro che resterà a lungo l'opera più significativa sulla teoria dell'elasticità dal punto di vista fisico-matematico.
Egli contribuì pure, negli ultimi anni della sua vita, alla fondazione della dinamica strutturale, con alcuni lavori sull'urto trasversale e longitudinale di barre elastiche. Si interessò anche di teoria della plasticità e infine si occupò di spinta delle terre e di teoria delle onde luminose.

## Scritti
- (FR)  Tableau de formules de la théorie des courbes dans l'espace (1845) (geometria analitica)
- (FR)  Formules et tables nouvelles pour la solution des problemes relatifs aux eaux courantes (1851) (idraulica)
- (FR)  De la torsion des prismes : avec des considérations sur leur flexion ainsi que sur l'équilibre des solides élastiques en général et des formules pratiques pour le calcul de leur résistance à divers efforts s'exerçant simultanément[collegamento interrotto] (1855) (elasticità)
- (FR)  Sur les diverses manières de présenter la théorie des ondes lumineuses[collegamento interrotto] (1872) (ottica)